# Pseudopomyza atrimana
Pseudopomyza atrimana is een vliegensoort uit de familie van de Cypselosomatidae. De wetenschappelijke naam van de soort is voor het eerst geldig gepubliceerd in 1830 door Meigen.